# Tušice
Tušice jsou obec na Slovensku. Nacházejí se v Košickém kraji, v okrese Michalovce. Obec má rozlohu 6,23 km² a leží v nadmořské výšce 108 m. V roce 2011 v obci žilo 713 obyvatel.  První písemná zmínka o obci pochází z roku 1221.